# Чемпіонат Європи з боротьби 2006
Чемпіонат Європи з боротьби 2006 проходив від 25 до 30 квітня в Москві. Під час змагань розіграно 21 комплект нагород.

## Медалі
(Жирним виділено найбільшу кількість медалей у своїй категорії, а також країну-господаря)
| Місце | Країна      | Золото | Срібло | Бронза | Загалом |
| ----- | ----------- | ------ | ------ | ------ | ------- |
| 1     | Росія       | 12     | 1      | 4      | 17      |
| 2     | Вірменія    | 2      | 3      | 2      | 7       |
| 3     | Туреччина   | 2      | 3      | 2      | 7       |
| 4     | Україна     | 1      | 3      | 5      | 9       |
| 5     | Болгарія    | 1      | 1      | 2      | 4       |
| 5     | Польща      | 1      | 1      | 2      | 4       |
| 7     | Франція     | 1      | 0      | 4      | 5       |
| 8     | Угорщина    | 1      | 0      | 2      | 3       |
| 9     | Німеччина   | 0      | 2      | 2      | 4       |
| 10    | Білорусь    | 0      | 2      | 1      | 3       |
| 11    | Грузія      | 0      | 1      | 3      | 4       |
| 12    | Азербайджан | 0      | 1      | 2      | 3       |
| 13    | Греція      | 0      | 1      | 2      | 3       |
| 14    | Фінляндія   | 0      | 1      | 0      | 1       |
| 14    | Латвія      | 0      | 1      | 0      | 1       |
| 14    | Молдова     | 0      | 1      | 0      | 1       |
| 17    | Румунія     | 0      | 0      | 3      | 3       |
| 18    | Швеція      | 0      | 0      | 2      | 2       |
| 19    | Австрія     | 0      | 0      | 1      | 1       |
| 19    | Італія      | 0      | 0      | 1      | 1       |
| 19    | Чехія       | 0      | 0      | 1      | 1       |
| Всего | Всего       | 21     | 21     | 42     | 84      |

## Медалісти

### Греко-Римська боротьба
| Вага      | Золото              | Срібло           | Бронза                            |
| до 55 кг  | Роман Амоян         | Венелін Венков   | Ровшан Байрамов Клаудіу Гавріла   |
| до 60 кг  | Карен Мнацаканян    | Давид Бедінадзе  | В'ячеслав Джасте Фуад Аліев       |
| до 66 кг  | Тамаш Лорінц        | Сергій Коваленко | Шереф Ероглу Олександр Хвощ       |
| до 74 кг  | Вартерес Самургашев | Олег Михалович   | Махмут Алтай Манучар Квірквелія   |
| до 84 кг  | Артур Михалкевич    | Денис Форов      | Мелонін Ноумонві Назмі Авлуджа    |
| до 96 кг  | Гамза Єрлікая       | Михайло Ніколаєв | Джиммі Лідберг Марек Швець        |
| до 120 кг | Ісмаїл Гюзель       | Юха Ахокас       | Хасан Бароєв Олександр Чернецький |

### Вільна боротьба. Чоловіки
| Вага      | Золото                    | Срібло          | Бронза                              |
| до 55 кг  | Олександр Захарук         | Намік Абдуллаєв | Джамал Отарсултанов Аміран Карданов |
| до 60 кг  | Мавлет Батиров            | Тевфік Одабаші  | Євген Хавілов Анатолій Гуйдя        |
| до 66 кг  | Махач Муртазалієв         | Альберт Батиров | Вадим Гіголаєв Серафим Барзаков     |
| до 74 кг  | Бувайсар Сайтієв          | Руслан Кокаєв   | Крістіан Бржозовський Габор Хатош   |
| до 84 кг  | Адам Сайтієв              | Гехан Явашер    | Вадим Лалієв Тарас Данько           |
| до 96 кг  | Хаджимурат Гацалов        | Шаміль Гітінов  | Гіоргі Гогшелідзе Стефан Кехрер     |
| до 120 кг | Курамагомед Курамагомедов | Іван Іщенко     | Ельдар Куртанідзе Рареш Чинтоан     |

### Вільна боротьба. Жінки
| Вага     | Золото             | Срібло                 | Бронза                             |
| до 48 кг | Лілія Каскаракова  | Фані Псата             | Франсін де Паола Христина Кройтору |
| до 51 кг | Ванесса Бубріемм   | Олександра Енгельгардт | Наталя Смирнова Олександра Когут   |
| до 55 кг | Наталія Гольц      | Людмила Кристя         | Юганна Маттссон Анна Гоміс         |
| до 59 кг | Любов Волосова     | Штефані Штюбер         | Маріанна Састін Одрі Прієто        |
| до 63 кг | Альона Карташова   | Моніка Михалик         | Нікола Гартманн Агоро Папавасилеу  |
| до 67 кг | Олена Перепьолкіна | Крістіна Одрина        | Ірина Шевцова Агнєшка Вєщек        |
| до 72 кг | Станка Златева     | Світлана Саєнко        | Каріна Шадоян Аніта Шатцле         |